# Вільявісьйоса-де-Кордова
Вільявісьйоса-де-Кордова (ісп. Villaviciosa de Córdoba) — муніципалітет в Іспанії, у складі автономної спільноти Андалусія, у провінції Кордова. Населення — 3556 осіб (2010).
Муніципалітет розташований на відстані близько 280 км на південний захід від Мадрида, 28 км на північний захід від Кордови.
На території муніципалітету розташовані такі населені пункти: (дані про населення за 2010 рік)
- Ель-Вакар: 67 осіб
- Вільявісьйоса-де-Кордова: 3489 осіб

## Демографія
Динаміка населення (INE ):

## Галерея зображень

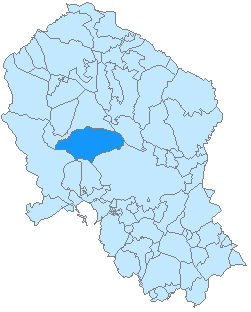
Розташування муніципалітету у провінції Кордова